# Melodía (álbum de Melody)
Melodía es el título del cuarto álbum de estudio de la cantante y compositora española Melody. Se publicó el 18 de octubre de 2004.

## Producción
Los arreglos y la producción de este álbum corrieron a cargo de Danilo Ballo y el equipo de Emanuele Ruffinengo, que también ha colaborado con otros artistas, como Alejandro Sanz, Ana Belén, Ketama, Malú o Armando Manzanero.

## Sencillos
El primer sencillo promocional del disco fue Y ese niño, compuesto por Lucas González Gómez (del dúo Andy y Lucas), y el segundo fue La novia es chiquita. 

## Lista de canciones
1. La novia es chiquita.
2. Agítalo.
3. Hay un camino.
4. Y ese niño.
5. Magnetismo.
6. Vete de aquí.
7. Eres mi tierra, cielo.
8. Loca.
9. Bandolero.

## Listas

### Semanales
| País   | Lista                       | Primera semana        | Posición de ingreso | Mejor posición | Semanas en la mejor posición | Semanas en la lista | Última semana           | Ref.  |
| ------ | --------------------------- | --------------------- | ------------------- | -------------- | ---------------------------- | ------------------- | ----------------------- | ----- |
| España | Top 50 álbumes (Promusicae) | 30 de octubre de 2004 | 33                  | 33             | 1                            | 11                  | 27 de diciembre de 2004 | [ 2 ] |